# Akolština
Akolština (též ačolština nebo acholi, akolsky Leb Acoli nebo Leb Lwo) je jazyk kmene Akolů (Ačolů). Území kmene se nachází v severní Ugandě (distrikty Gulu, Kitgum, Amuru, Lamwo, Agago, Nwoya, Omoro a Pader), částečně ovšem zasahuje také na území Jižního Súdánu. Počet mluvčích v Ugandě se odhaduje na 1, 5 milionu, počet mluvčích v Jižním Súdánu jen zhruba 25 tisíc.
Akolština se řadí do velké jazykové rodiny nilosaharských jazyků (existenci této velké jazykové rodiny je ovšem některými lingvisty zpochybňována). V rámci nilosaharských jazyků se řadí do podskupin východosúdánských jazyků, jižních východosúdánských jazyků, nilotických jazyků, západních nilotických jazyků, jazyků luo a jižních jazyků luo. Někdy bývá akolština označována jako dialekt, je totiž velmi blízká a do značné míry srozumitelná s některými s ostatními jazyky v regionu, především s alurštinou, jazykem jednoho ze sousedních kmenů Akolů. Alurština a akolština sdílí okolo 90% slovní zásoby.
V akolštině byla sepsána kniha Píseň Lawiny (akolsky Wer pa Lawino), poema spisovatele Okot p'Biteka, která je jednou z nejdůležitějších afrických literárních děl ve formě poezie. Pokračování poemy, Song of Ocol, p'Bitek ovšem sepsal v angličtině.

## Ukázka
Ukázka z článku o Africe z akolského Wikimedia Inkubátoru Wikipedie:
| „ | En aye kabedo ma rwom me dongo lobo ocakke iye. I kine ka cencwari me 19, lobe me Ulaya gubedo ka loc i kom pol pa Afrika. Kwanyo lobo Afrika oyabe i kine ka mwaka 1950 nio wa i mwaka 1975. | “ |

Český překlad:
| „ | Je to místo, kde začala civilizace. Do poloviny 19. století evropské země kolonizovaly většinu Afriky. Osvobozenecký boj v Africe trval od roku 1950 do roku 1975. | “ |